# Elektrownia jądrowa Nogent

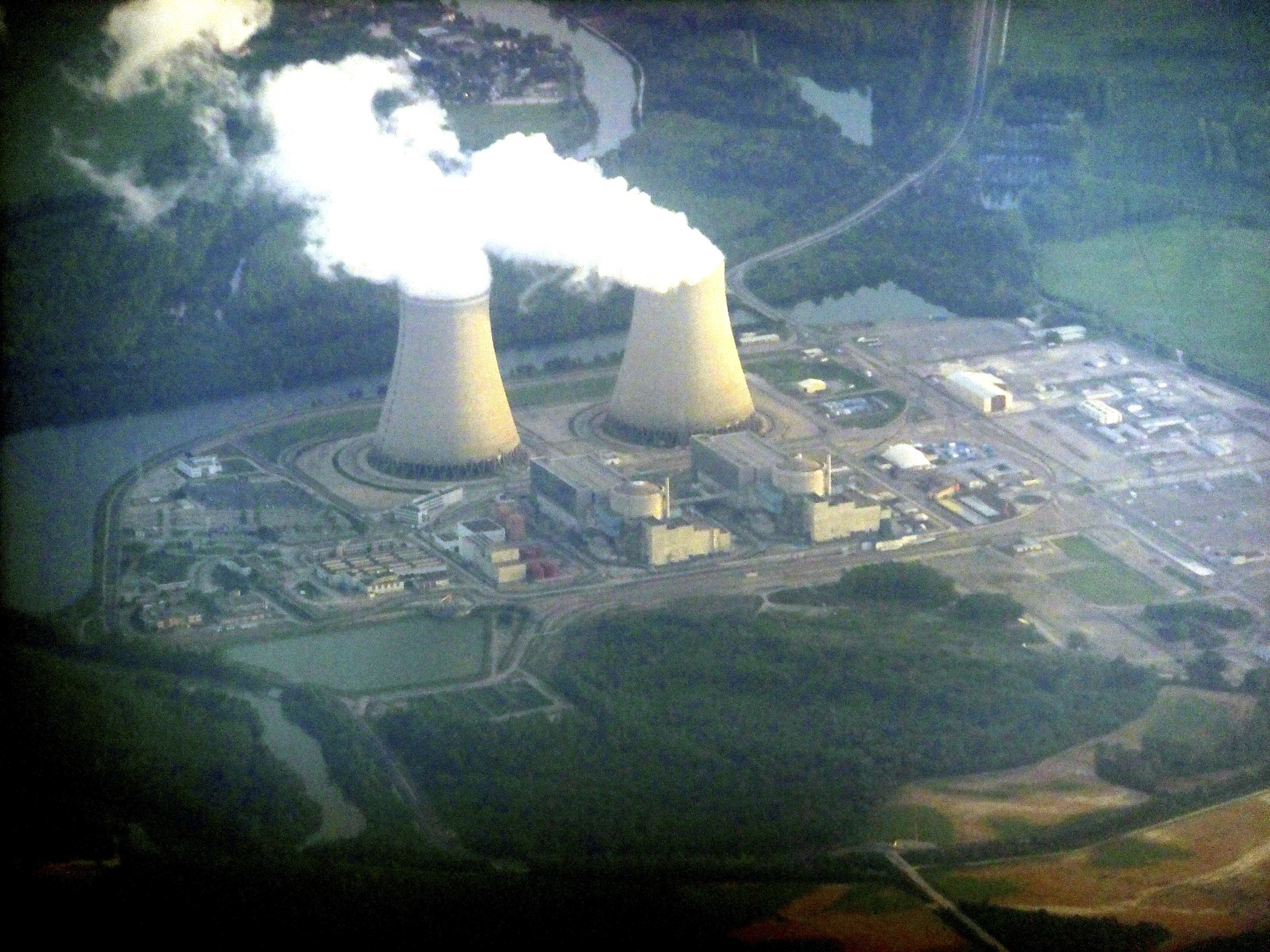
Elektrownia jądrowa Nogent, rok 2012

Elektrownia jądrowa Nogent (fr. Centrale nucléaire de Nogent) – francuska elektrownia jądrowa położona koło miasta Nogent-sur-Seine, na prawym brzegu Sekwany, w regionie Szampania-Ardeny, ok. 120 km od Paryża.
Elektrownia zajmuje powierzchnię około 100 hektarów. Zatrudnia około 700 osób i zapewnia 1/3 energii elektrycznej dla regionu Île-de-France. Woda do chłodzenia reaktorów pobierana jest z Sekwany. Chłodnie kominowe mają wysokość 165 metrów.

## Reaktory
| Nazwa bloku | Typ reaktora      | Producent / Dostawca | Właściciel            | Operator              | Rozpoczęcie budowy | Stan krytyczny      | Włącz. do sieci      | Praca komercyjna | Moc elektr. netto (MW) | Moc elektr. brutto (MW) | Moc termiczna (MW) |
| ----------- | ----------------- | -------------------- | --------------------- | --------------------- | ------------------ | ------------------- | -------------------- | ---------------- | ---------------------- | ----------------------- | ------------------ |
| Nogent-1    | PWR (P4 REP 1300) | Framatome            | Électricité de France | Électricité de France | 26 maja 1981       | 12 września 1987    | 21 października 1987 | 24 lutego 1988   | 1310                   | 1363                    | 3817               |
| Nogent-2    | PWR (P4 REP 1300) | Framatome            | Électricité de France | Électricité de France | 1 stycznia 1982    | 4 października 1988 | 14 grudnia 1988      | 1 maja 1989      | 1310                   | 1363                    | 3817               |